# Sabueso del Ariège
El Ariegeois es una raza de perro sabueso originario del departamento francés de Ariège en la región de Midi-Pyrenées, en el sur del país.
Se trata de un sabueso de tamaño medio para caza en jauría derivado del cruce entre Gran sabueso azul de Gascuña y Gascon Saintongeois con el Sabueso artesiano. Se caracteriza por su naturaleza amigable con otros cazadores y el afecto por la compañía humana.
Existente desde alrededor de 1912, aún no es bien conocido fuera de su región aunque se encuentra registrado en la Federación Cinológica Internacional.